# Президентські вибори на Філіппінах 2022 року
Вибори президента Філіппін 2022 року відбулися в понеділок, 9 травня 2022 року, в рамках загальних виборів 2022 року. Це були 17-ті прямі президентські вибори та 16-ті вибори віце-президента на Філіппінах з 1935 року, а також шостий президентські та віце-президентські вибори з 1992 року.
Чинний президент Родріго Дутерте не мав права бути переобраним, оскільки відповідно до Конституції Філіппін 1987 року президент обмежений одним терміном. Чинний віце-президент Лені Робредо мав право бути переобраним, але замість цього вирішив балотуватися на пост президента. Тому ці вибори визначили 17-го президента та 15-го віце-президента. Президент і віце-президент обираються окремо, тому два кандидати-переможці можуть бути від різних політичних партій.
Бонгбонг Маркос і Сара Дутерте виграли президентські та віце-президентські посади відповідно, ставши першими кандидатами в президенти та віце-президенти, які були обрані більшістю з 1986 року, і першим президентським квитком, який виграв разом із 2004 року. Очікується, що це також знаменує повернення сім'ї Маркос до влади вперше з часів Революції влади. Конгрес Філіппін збереться наприкінці травня, щоб оголосити результати та офіційно оголосити переможців виборів.

## Виборча система
Відповідно до Конституції Філіппін 1987 року вибори проводяться кожні шість років після 1992 року, у другий понеділок травня. Термін дії чинного президента обмежений. Чинний віце-президент може балотуватися два терміни поспіль. Для визначення переможця використовується система голосування «перший за місцем»: кандидат, який набрав найбільшу кількість голосів, незалежно від того, має він більшість чи ні, перемагає на посаді президента.
Вибори віце-президента є окремими, проводяться за тими ж правилами, і виборці можуть розділити свій квиток. Якщо два або більше кандидатів отримають найбільшу кількість голосів за будь-яку посаду, Конгрес голосує з їх числа, який буде президентом або віце-президентом, залежно від обставин. Обидва переможці будуть виконувати шестирічні терміни, починаючи з полудня 30 червня 2022 року і закінчуючи того ж дня, через шість років.

## Кандидати

#### Ернесто Абелла (незалежний кандидат)
Ернесто Абелла сказав, що балотується, оскільки «простих людей відкидають», і що він балотується як незалежний, оскільки правляча PDP–Лабан не обрала його своїм членом. Пізніше він сказав, що впевнений у тому, що його не оголосять кандидатом, що викликає неприємності.
Його платформа зосереджена на трьох основних стовпах: «справедливе суспільство, уряд, який відчувають люди, і сильна нація». Він планує домагатися більшої участі громадськості у державних справах. Він також планує надати пріоритет створенню робочих місць і аграрному сектору в країні.

#### Леоді де Гусман (Partido Lakas ng Masa)
Леоді де Гусман, голова прогресивної робочої групи Bukluran ng Manggagawang Pilipino, балотувався на посаду сенатора в 2019 році і програв. Цього разу Де Гусман балотується на пост президента від Партії Partido Lakas ng Masa.
За словами його напарника, їхнє бачення країни – демократичний соціалізм. Він працює на платформі, заснованій на трудових і соціальних питаннях. Деякі з його заступників включають скасування законів про оподаткування TRAIN і CREATE, а також Антитерористичного акту 2020 року, домагання підвищення мінімальної заробітної плати, впровадження універсального базового доходу та легалізації одностатевих шлюбів.

#### Норберто Гонсалес (Partido Demokratiko Sosyalista ng Pilipinas)
Колишній міністр національної оборони Норберто Гонсалес сказав, що його кампанія є «новим і політично більш зрілим підходом до завоювання серця нації та її згоди на управління». Він подав свою кандидатуру 6 жовтня 2021 року від Партії Partido Demokratiko Sosyalista ng Pilipinas. Його платформа зосереджена на внесенні значних змін в уряді країни, таких як створення автономних усіх регіонів Філіппін і перехід від президентської системи до парламентської.

#### Панфіло Лаксон (незалежний кандидат)
У липні 2021 року президент Сенату Тіто Сотто підтвердив, що Панфіло Лаксон буде балотуватися на пост президента разом із ним. 8 вересня дует оголосив свої кандидатури на майбутні вибори. Він подав свою кандидатуру відповідно до Partido para sa Demokratikong Reporma. 24 березня 2022 року Лаксон вийшов у відставку з Partido Reporma і став незалежним кандидатом після того, як зазначена партія змінила свою підтримку на Лені Робредо.
У разі обрання він планує відновити довіру до уряду за допомогою платформи, яка ґрунтується на боротьбі з корупцією. Він планує започаткувати антикорупційну акцію, реформувати держбюджет, оцифрувати державні послуги.

#### Фейсал Мангондато (Katipunan ng Kamalayang Kayumanggi)
Фейсал Мангондато, який балотувався на посаду сенатора в 2019 році і програв, подав заявку, щоб балотуватися на пост президента 4 жовтня від Партії Katipunan ng Kamalayang Kayumanggi. Він планує домагатися федералізму на Філіппінах, плануючи створити тимчасовий уряд на три роки, щоб завершити зміну.

#### Бонгбонг Маркос(Федеральна партія Філіппін)
5 жовтня 2021 року Маркос оголосив про свою кандидатуру в президенти. Спочатку висунутий чотирма партіями, Маркос вирішив балотуватися від Федеральної партії Філіппін. Він вийшов із складу Nacionalistas і того ж дня склав присягу голові Федеральної партії Філіппін. 6 жовтня Маркос висунув свою кандидатуру в президенти від цієї партії.
Його платформа зосереджена на об’єднанні країни, наголошуючи на необхідності єдності для відновлення після пандемії COVID-19. У разі обрання він планує надати пріоритет створенню робочих місць, розвитку інфраструктури, модернізації сільськогосподарського та промислового секторів, покращенню охорони здоров’я та підтримці малих і середніх підприємств. Він також обіцяє продовжити політику президента Родріго Дутерте.

#### Іско Морено (Партія "Демократичні дії")
У вересні Морено був призначений президентом партії Aksyon Demokratiko, заснованої покійним Раулем Роко. Морено оголосив про свою кандидатуру 22 вересня; його напарником буде доктор Віллі Онг.
Деякі з запропонованих Морено політик включають збереження програми адміністрації Дутерте «Будуй! Будуй! Будуй!», додаткове державне житло, розвиток сільського господарства, туризму та креативних індустрій, посилення політики в галузі охорони здоров’я та освіти, підтримання мирних міжнародних відносин та припинення політики розколу.

#### Менні Пак'яо(Progressive Movement for the Devolution of Initiatives)
19 вересня Пакьяо прийняв кандидатуру фракції PDP-Laban на чолі з сенатором Коко Піментелем. 1 жовтня 2021 року Пак'яо подав свою заяву про свою кандидатуру на пост президента партії PROMDI, заснованої покійним губернатором Себу Літо Осменья.
Його платформа зосереджена навколо бідних. У разі обрання він планує ініціювати житлові програми для бідних, ліквідувати корупцію, економічний розвиток та реформу охорони здоров’я.

#### Лені Робредо(незалежний кандидат)
жовтня Робредо прийняла номінацію і оголосила, що буде балотуватися на пост президента.Пізн іше вона подала свою кандидатуру в той же день як незалежна. Робредо пояснила, що вона балотується як незалежна, щоб показати, що вона відкрита для створення союзів.
Її платформа зосереджена на належному управлінні та прозорості. Пріоритетом вона планує поставити охорону здоров’я та економіку. Серед її пропозицій – покращення якості освіти в країні, розвиток промисловості країни, підтримка малого та середнього бізнесу, забезпечення стабільної зайнятості, зміцнення системи охорони здоров’я країни та впроваджувати більше антикорупційних заходів

## Міжнародна реакція
Дипломати кількох країн привітали Маркоса після того, як були оприлюднені перші результати, які свідчать про його перемогу. Посол Китаю в Манілі Хуан Сілянь відвідав обраного президента з візитом ввічливості 12 травня. Держсекретар США Ентоні Блінкен привітав обрання Маркоса, заявивши, що Сполучені Штати з нетерпінням чекають співпраці з ним для «зміцнення міцного союзу між Сполученими Штатами та Філіппінами». Тим часом інші країни, такі як Японія, висловили свою готовність співпрацювати з адміністрацією.
Пізніше президент США Джо Байден зателефонував Маркосу, щоб привітати його. Байден сказав, що з нетерпінням чекає на співпрацю з Маркосом для зміцнення відносин між Філіппінами та Сполученими Штатами та розширення співробітництва з ключових питань. Однак координатор Білого дому з Індо-Тихоокеанського регіону Курт Кемпбелл сказав, що існують «історичні міркування», які можуть створити проблеми.
20 травня 2022 року привітала Маркоса пані-президент Сінгапура Халіма Якоб. Якоб сказала, що вона сподівається на співробітництво з Маркосом-младшим, щоб «укріпити дружбу між двома країнами» та запросила його з державним візитом у Сінгапур.

## Галерея

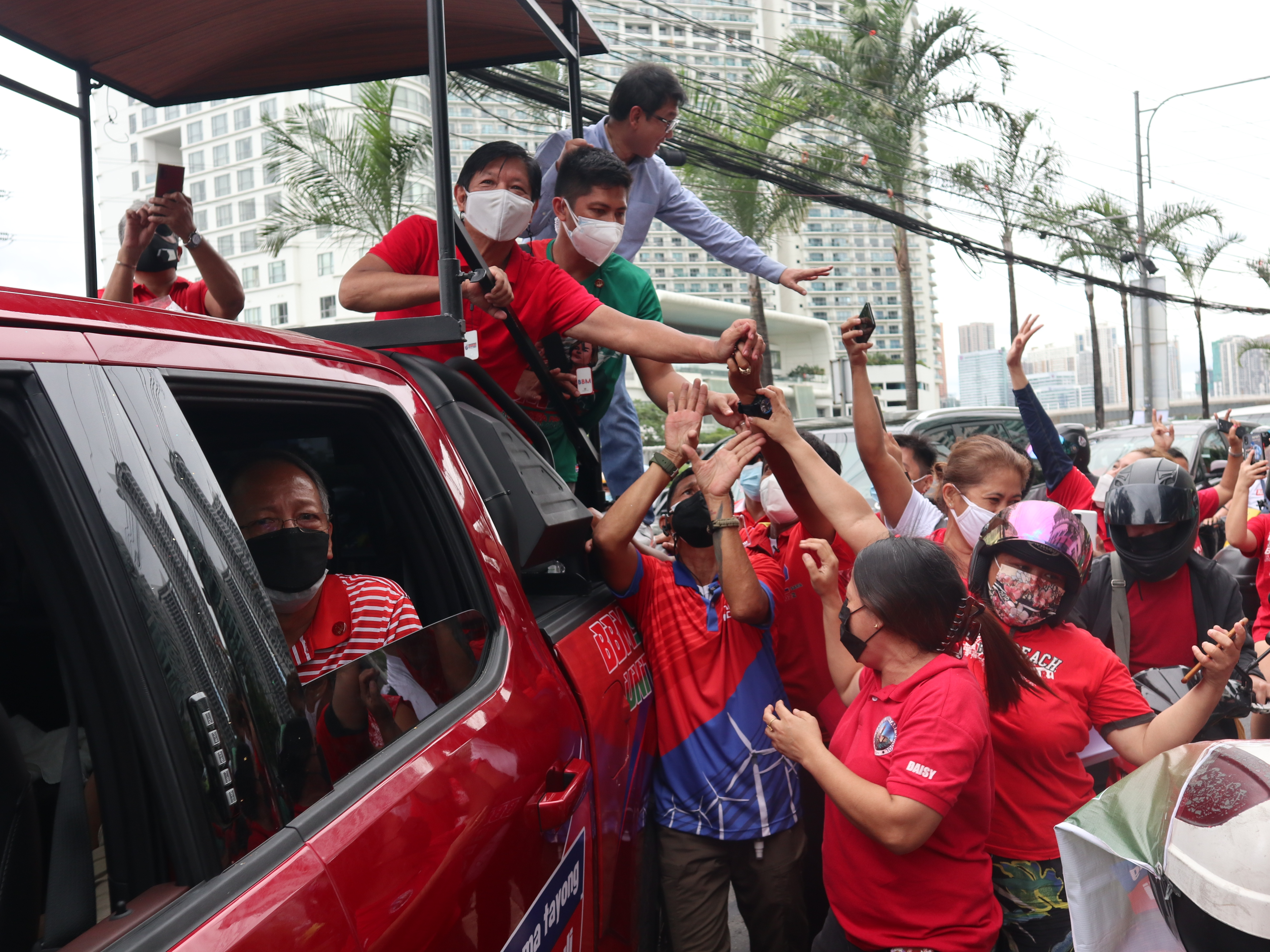
Президентська кампанія Бонгбонг Маркоса у місті Макаті
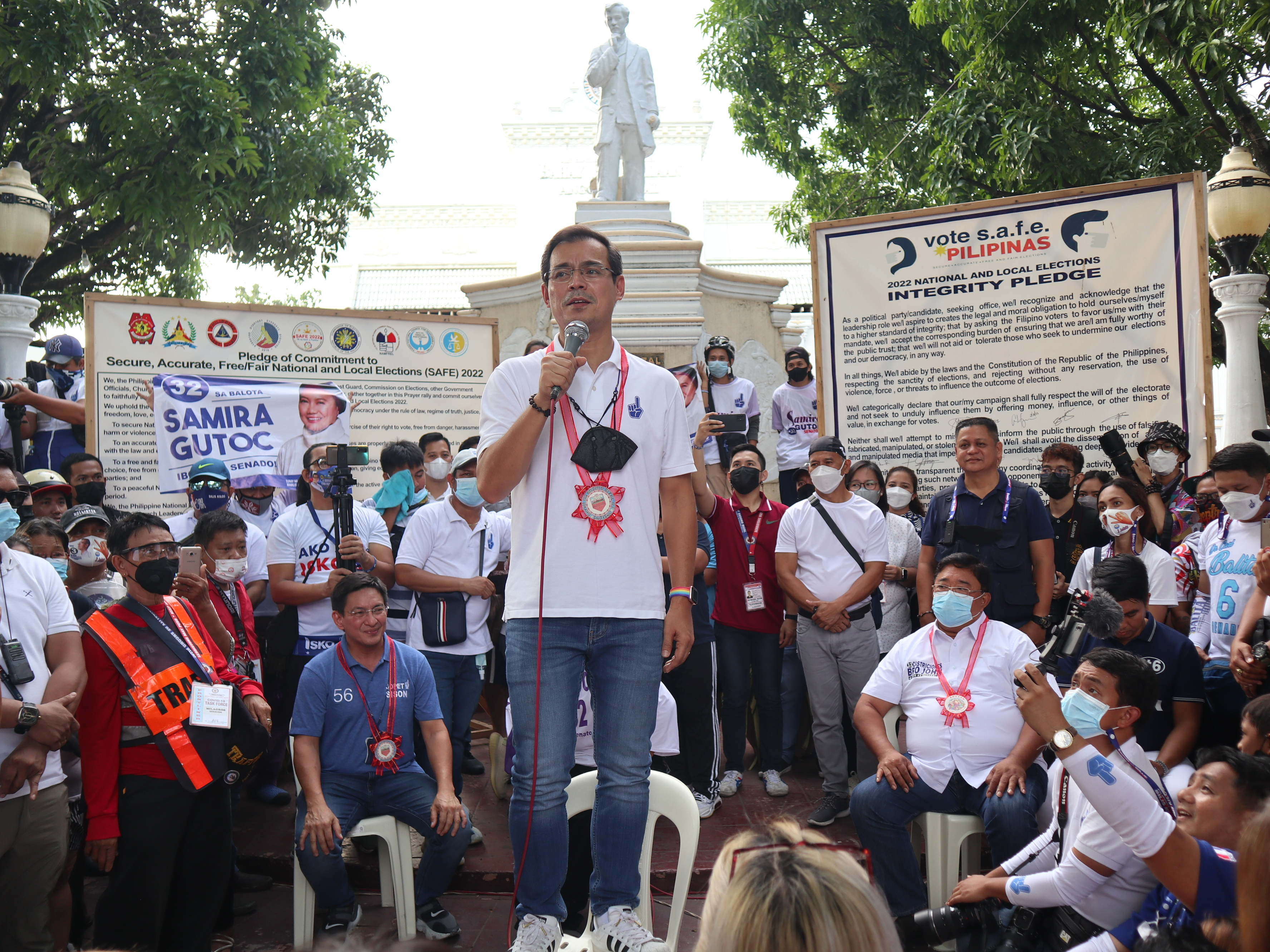
Кампанія Іско Морено
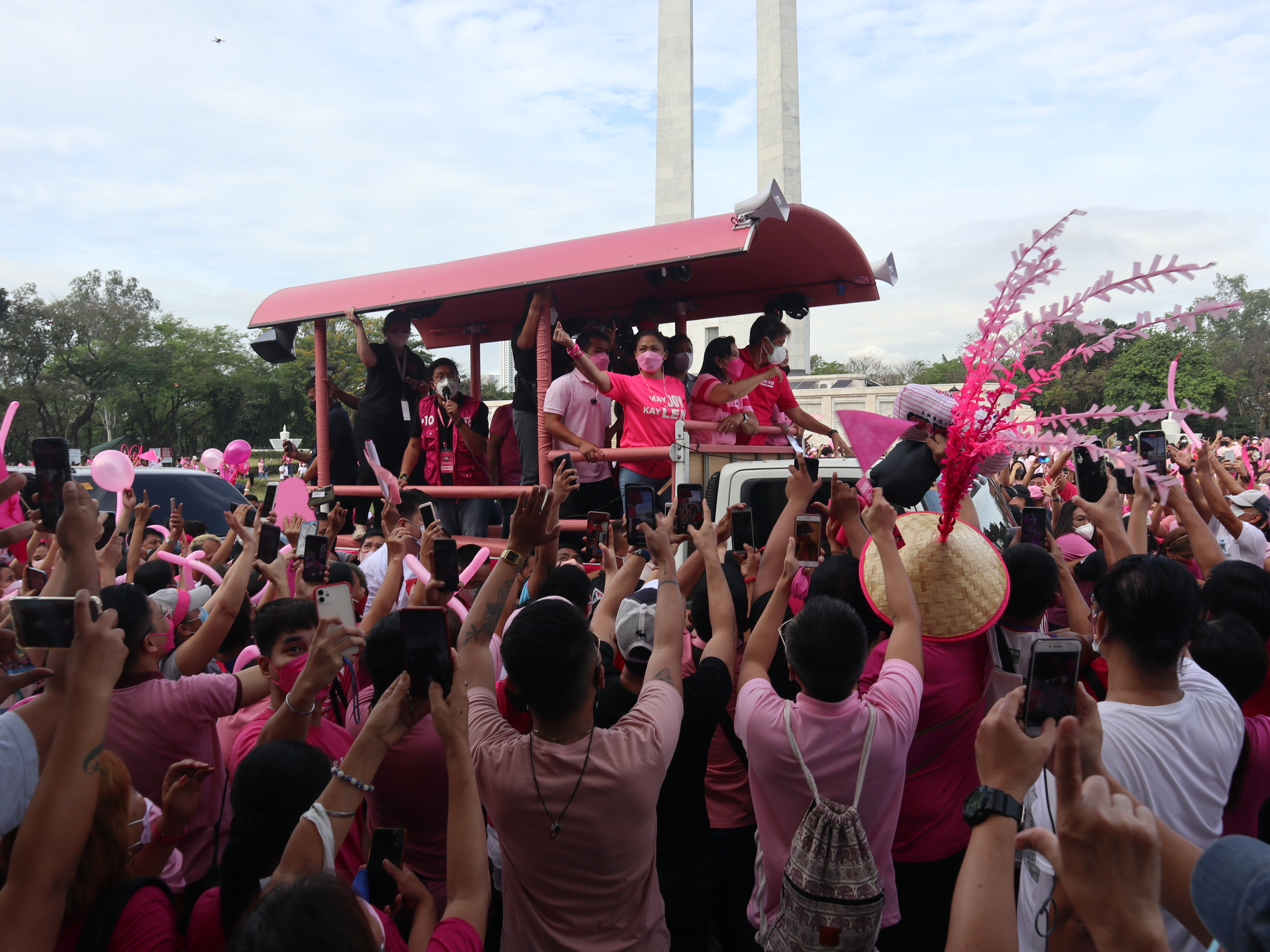
Кампанія Лені Робредо у місті Кесон-Сіті
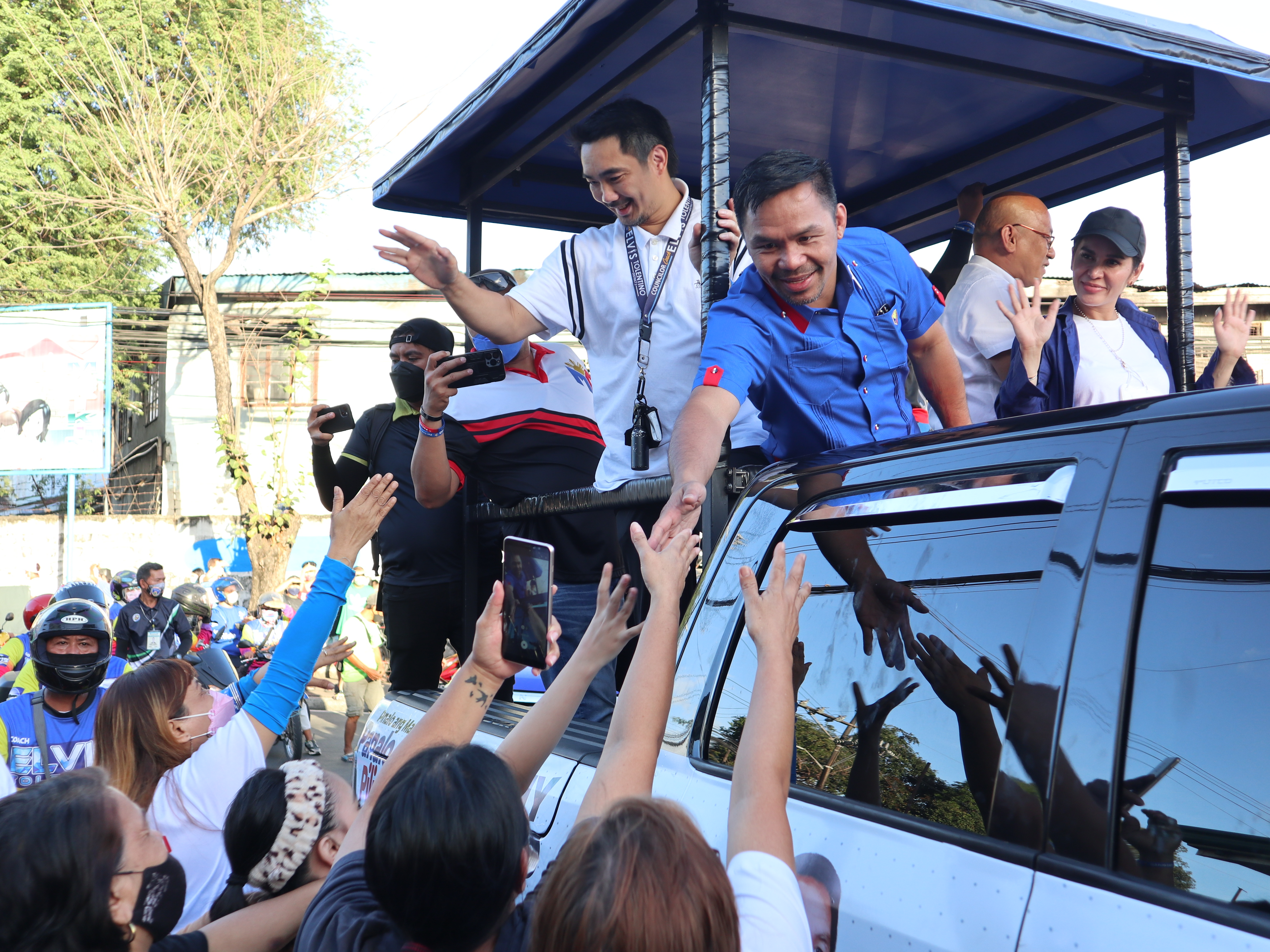
Кампанія Менні Пак'яо у місті Марікіна
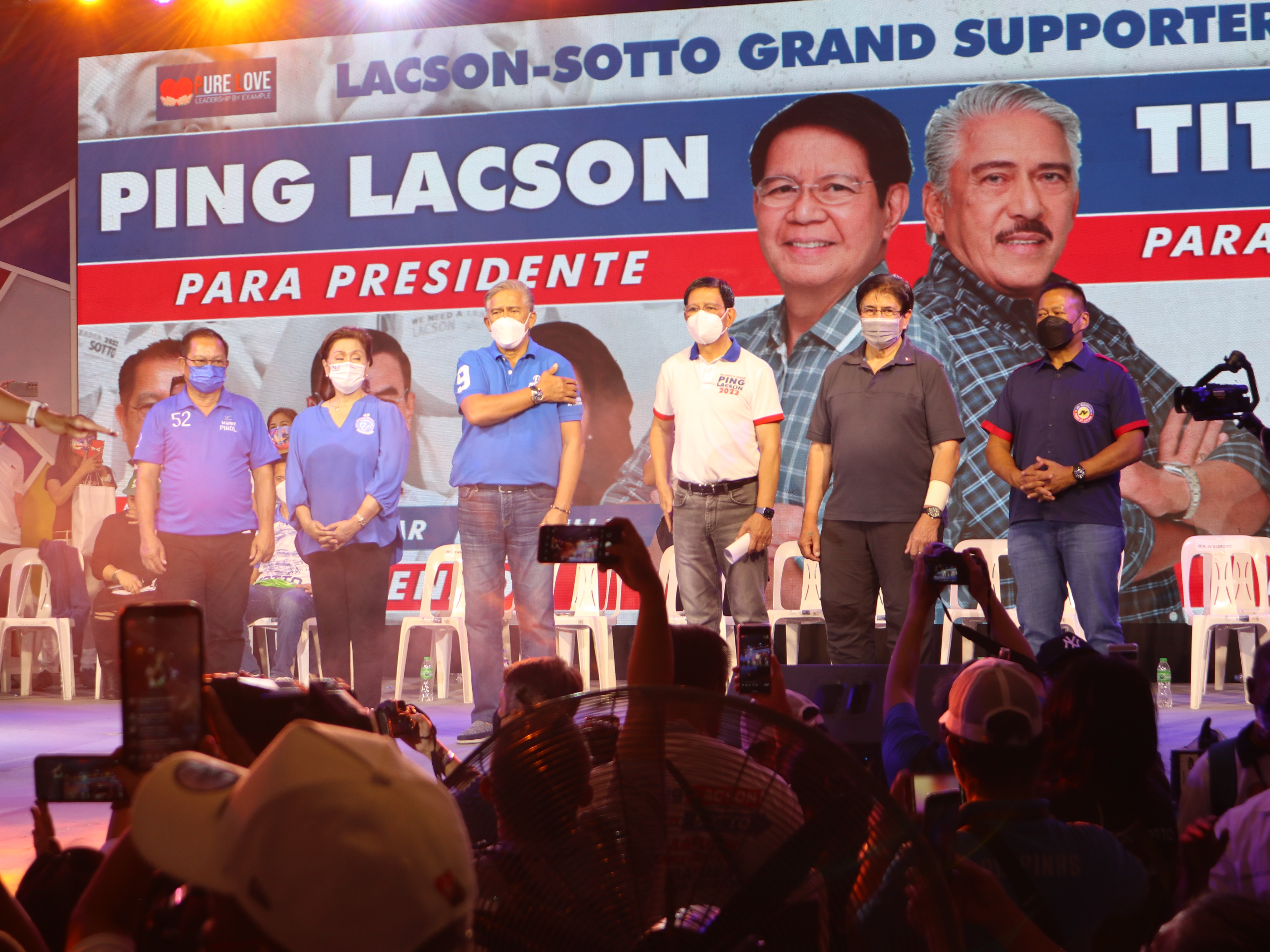
Кампанія Панфіло Лаксона у місті Кесон-Сіті